# Gastone Nencioni
Gastone Nencioni (Pontedera, 17 ottobre 1910 – Milano, 21 ottobre 1985) è stato un politico italiano.

## Biografia
Nato a Pontedera (PI) nell'ottobre del 1910, Gastone Nencioni, avvocato, senatore della Repubblica, è tra i fondatori del Movimento Sociale Italiano.
Morto a Milano nell'ottobre 1985, colpito da attacco cardiaco.
, lasciando la moglie Emilia Fumagalli e il figlio Alessandro. Per la morte dell'ex senatore Gastone Nencioni, il presidente del Senato Amintore Fanfani mandò un messaggio di cordoglio alla famiglia.

### Attività politica
Iscritto al Movimento Sociale Italiano dal maggio del 1956, consigliere comunale di Milano dal 1956 al 1981, fu eletto senatore nel collegio di Milano, all'inizio, nel 1958 e poi sempre rieletto nelle elezioni politiche del 1963, 1968, 1972 e 1976, nel medesimo collegio. Non prese più parte alle successive elezioni politiche. Fu presidente del gruppo dei senatori a Palazzo Madama. Fece parte anche della commissione di inchiesta per l'aeroporto di Fiumicino e della commissione speciale per la nazionalizzazione delle industrie elettriche.
Fu componente della commissione inquirente per i procedimenti d'accusa, e delle giunte delle elezioni, oltre che della giunta consultiva per gli affari delle comunità europee. A inizio anni sessanta a Genova Sestri Ponente (storico quartiere di sinistra) Gastone Nencioni aveva programmato un comizio preelettorale del MSI in piazza Baracca. Già molte ore prima dell'inizio del comizio migliaia di antifascisti occuparono tutta la delegazione genovese e Nencioni e suoi collaboratori preferirono non presentarsi.
Dopo la crisi di governo dell'estate 1964. Moro si dimette e nel corso delle consultazioni, il missino Giovanni Roberti, uscendo dal colloquio con il presidente della Repubblica Italiana Segni, dichiara: «In Italia siamo tutti convinti - dal capo dello Stato all'ultimo lavoratore - che l'esperienza del governo di centrosinistra presieduta da Moro è stata la più rovinosa del nostro dopoguerra». Roberti rivela quindi che Segni nel corso delle consultazioni è sprezzante nei confronti di Moro. Merzagora si tiene pronto per succedere a Moro, preparando un'ipotesi di governo tecnico, in cui potrebbero essere presenti anche l'ex governatore della Banca d'Italia Donato Menichella, l'amministratore delegato di Mediobanca Enrico Cuccia, nonché rappresentanti di ogni partito, compresi il missino Gastone Nencioni e il comunista Luigi Longo (alle Ferrovie).
Promotore dei gruppi di Azione Nazionale insieme al direttore del settimanale di destra il Borghese, Mario Tedeschi, nel 1969. Il 29 giugno 1969 morì Michelini, il capo incontrastato del MSI fino ad allora. Da tempo si discuteva, all'interno del partito, sulla nomina del successore: pare che abbia giocato fortemente a favore della nomina di Almirante (oltre all'indubbio carisma che l'ex repubblichino suscitava nei “camerati” della base) l'appoggio del senatore Gastone Nencioni.
In quel periodo allorché l'attivismo dei giovani missini stava diventando un fenomeno incontrollabile dalla burocrazia del partito, che stava peraltro temendo di indurre l'immagine di un mondo giovanile reazionario, Gastone Nencioni in un articolo sul Secolo d'Italia proclamò il bisogno di ritornare all'ordine.
Negli anni settanta si interessa di svariate iniziative editoriali:
- proprietario de "Il Conciliatore"[5];
- finanziatore de il Borghese, oltre che con Mario Tedeschi, anche con monsignor Pisoni e l'industriale Carlo Pesenti, che in quegli anni investe grossi capitali nella  Grecia dei colonnelli nel settore dell'edilizia[6].

La rivista anarchica "A" nel giugno 1971 scrisse che "La seconda sfilata della Maggioranza silenziosa, quella che poi non si tenne sabato 17 aprile 1971, era stata finanziata con una ventina di milioni provenienti in massima parte da Gastone Nencioni, senatore e tesoriere MSI, dagli industriali Carlo Pesenti (Italcementi), Giovanni Borghi (Ignis), Ennio Vedani, dall'industriale farmaceutico Guido Bracco, dalla famiglia Isolabella, dall'avvocato Luigi Degli Occhi di Nuova Repubblica, dall'avvocato Bruno Jovene, dal notaio Ernesto Fermi, dall'ingegner Giuseppe Biagi,dal commerciante Piero Bicchi, dal commercialista socialdemocratico Michele Gambitto, dal dirigente dell'Unione Monarchica Italiana Guido Pasqualino di Marineo e dalla contessina Elena Manzoni di Chiosca".
A Pavia, il 6 aprile 1972, le forze dell'ordine caricano militanti di sinistra che protestano per lo svolgimento di un comizio del senatore missino Gastone Nencioni. In un intervento al Senato dell'ottobre 1974 dichiara che Avanguardia Nazionale è sempre stata gestita dal Ministero degli Interni.

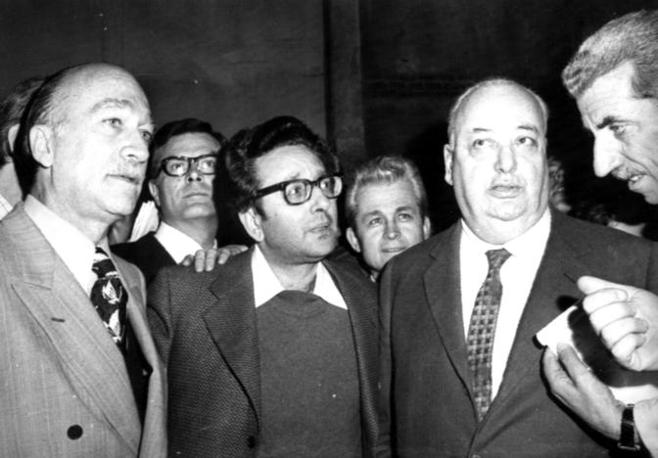
Almirante e Nencioni accolgono Pino Rauti all'uscita di san Vittore dopo la scarcerazione il 24 aprile 1972

Il 18 aprile 1975, il suo studio di corso Porta Vittoria 32, a Milano, viene salvato per poco dalle fiamme appiccate da "extraparlamentari" di sinistra. Folla ai funerali di Sergio Ramelli, svoltisi a fine aprile 1975, nella chiesa dei Santi Nereo e Achilleo a Milano. Sergio Ramelli, è lo studente di destra deceduto dopo 48 giorni di coma profondo in seguito alle ferite riportate nel corso di un'aggressione il 13 marzo scorso. Alle esequie, tenutesi in forma strettamente privata, presenziano il segretario del MSI-DN Giorgio Almirante, i deputati missini Franco Maria Servello e Gastone Nencioni, altre personalità e una nutrito gruppo di giovani del Fronte della Gioventù, l'organizzazione di cui faceva parte Sergio Ramelli.
Tra la fine del 1976 e l'inizio del 1977 fu protagonista della scissione moderata di 17 parlamentari dall'MSI, i quali costituirono il partito di Democrazia Nazionale; Scrive Damato gli scissionisti di Ernesto De Marzio, Raffaele Delfino e Gastone Nencioni, «bollati subito da Almirante come traditori», alla fine portano dalla loro un cospicuo numero di parlamentari, 21 deputati sui 35 complessivi e 9 senatori su 15. Fu grandissimo amico di Eugenio Cefis.

### Attività professionale
Iscritto all'Avvocatura il 01/02/1937. Era molto noto nell'ambiente forense milanese.
Promotore e fondatore della Camera penale di Milano nei primi anni ottanta. Dal 1982 si dedicò completamente alla professione forense e all'attività pubblicistica. Fu presidente della Camera penale degli avvocati e procuratori del distretto della Corte d'appello di Milano.
Ha legato il suo nome a diverse importanti vicende giudiziarie, tra cui:
- viene coinvolto nel giudizio di legittimità costituzionale degli articoli 57, n. 1, del Codice penale e 3 della legge sulla stampa 8 febbraio 1948, n. 47, promosso con l'ordinanza 31 gennaio 1956 del Tribunale di Cremona nel procedimento penale a carico di Barucco Elio, rappresentato e difeso nel presente giudizio dagli avvocati Gastone Nencioni e Gian Galeazzo Stendardi, pubblicata nella Gazzetta Ufficiale della Repubblica n. 58 del 9 marzo 1956 ed iscritta al n. 39 del Registro ordinanze 1956.[13]
- il caso Ghiani-Fenaroli.
- nel 1957, la difesa della “vendicatrice” Alfa Giubelli, protagonista di un caso tra i più controversi del dopoguerra italiano, era stata assunta dall'avvocato Mario de Fabianis e dall'allora giovane avvocato Gastone Nencioni. Alla vicenda sono stati dedicati dapprima un opuscolo redatto dallo stesso Nencioni nel 1972 e, nel 2008, il libro “La bambina e il partigiano” di Domizia Carafòli.[14]

### Cronache
Sandra Greco, in arte Sandra Milo, testimoniò la sua solidarietà al direttore del foglio neofascista Meridiano d'Italia denunciato dal capo partigiano "Maurizio" (Ferruccio Parri): si desume da una sua foto, a suo tempo pubblicata da Lo Specchio di Nelson Page, che la mostra in tale occasione, al fianco di Franco Maria Servello e dell'avvocato Gastone Nencioni.

## Pubblicazioni
- L'avventura marxista - Dal II governo Segni al IV governo Moro, 1975
- Verso la sicurezza sociale del Sen. Gastone Nencioni, presidente del Gruppo Parlamentare MSI. Interventi al Senato della Repubblica nelle sedute dell'aprile 1969
- A Milano si mangia a sinistra (supplemento di pp. 14 con ill.ni), Milano, Il Borghese 1960; Fascicolo del 27/10/1960
- Incostituzionalità intrinseca delle fondamentali norme contenute nel disegno di legge n. 2189 sulla nazionalizzazione, Roma, s.d., Nazionalizzazione o associazione?, Roma, Società editrice Esedra, s.d.
- La regione Friuli Venezia-Giulia e gli italiani della zona B, Discorsi pronunciati il 10 e il 17 ottobre 1962 al Senato della Repubblica dal Senatore Nencioni, Bardi - Prima edizione -  1962
- La legge Scelba una barbara reliquia, Roma, Edizioni Documenti, 1973
- Un attentato alla libertà. Il Movimento Sociale Italiano di fronte alla costituzione e alla legge, Editore Milano - edizione della vedetta lombarda, Anno 1961
- Col M.S.I. per la libertà, Editore Milano - La vedetta lombarda, Anno 1961
- Ezio Maria Gray: commemorazione nel trigesimo della morte, pronunciata a Milano al Circolo del Conciliatore il 14 marzo 1969 [Milano] : Archeotipografica di Milano, 1969.
- Opuscolo intitolato “In difesa di Alfa Giubelli”, distribuito nel 1972 a Milano durante un comizio per le elezioni politiche.